# Вишња Ђорђевић
Вишња Ђорђевић (Панчево, 2. октобар 1938. — Београд, 28. септембар 2017) била је српска примабалерина у пензији, кореограф и бивши директор Балета Народног позоришта у Београду и Балета Хрватског народног казалишта у Сплиту.

## Биографија
Након положеног завршног испита у 7. разреду Балетске школе у Београду, тадашњи директор Балета ХНК у Загребу, понудио јој је солистички ангажман. Када су за то сазнали у дирекцији Балета Народног позоришта у Београду, одмах јој је понуђен солистички ангажаман. Прва главна улога, била је улога Јеле у балету „Ђаво на селу“. Након тога, следило је 20 улога првога фаха, сарадња са значајним солистима светскога гласа тога времена, усавршавања код руских педагога, гостовања на светским сценама. Након завршетка играчке каријере, посветила се педагошко репетиторском раду, из овога сегмента њене каријере, најзначајнија је њена сарадња са највећим српским кореографом Димитријем Парлићем, чији је асистент била више година. Крајем деведесетих година прошлога века била је на челу Балета ХНК Сплит. Почетком деведесетих година иницирала је оснивање Фестивала кореографских минијатура, који се сваке године одржава у Београду. У периоду 2000-2004. руководила је Балетом Народног позоришта у Београду. Преминула је 28. септембра 2017. у свом стану у Београду четири дана пре 79. рођендана. Сахрањена је на свој рођендан на Новом гробљу у Београду.

## Најзначајније улоге
- Жизела – Жизела
- Одета/Одилија – Лабудово језеро
- Аурора – Успавана лепотица
- Сванилда - Копелија
- Марија - Бахчисарајска фонтана
- Јулија - Ромео и Јулија
- Биљана - Охридска легенда
- Ана Карењина - Ана Карењина (најбољи тумач ове улоге код нас, велики број извођења)
- Катарина Измаилова, на светској праизведби овога балета, у кореографији Д. Парлића